# Iodopleura
Iodopleura là một chi chim trong họ Tityridae.